# 西保村 (山梨県)
西保村（にしほむら）は山梨県東山梨郡にあった村。現在の山梨市北西部、鼓川・琴川上流域にあたる。

## 地理
- 山：帯那山、水ヶ森、倉沢山、剣ガ峰、奥千丈岳、北奥千丈岳、国師岳、大烏山、小烏山、妙見山、小田野山
- 河川：鼓川、琴川

## 歴史
- 1875年（明治8年）1月 - 山梨郡牧平村・西保北原村・西保中村が合併して西保村となる。
- 1878年（明治11年）7月22日 - 郡区町村編制法の施行により、西保村が東山梨郡の所属となる。
- 1889年（明治22年）7月1日 - 町村制の施行により、西保村が単独で自治体を形成。
- 1954年（昭和29年）5月17日 - 諏訪町・中牧村と合併して牧丘町が発足。同日西保村廃止。